# یو یون-سوک
یو یون-سوک (انگلیسی: Yoo Yeon-seok؛ زادهٔ ۱۱ آوریل ۱۹۸۴) بازیگر اهل کره جنوبی است.
از فیلم‌ها یا برنامه‌های تلویزیونی که وی در آن نقش داشته‌است می‌توان به پسر گرگ‌نما، معماری ۱۰۱، کتاب خانواده گو، پاسخ به ۱۹۹۴، دکتر رمانتیک، آقای آفتاب، ناپدید شدن، پلی‌لیست بیمارستان و وقتی تلفن زنگ می‌زند اشاره کرد.